# Lamine Bangura
Lamine Bangura (Sierra Leona, 18 de abril de 1972-26 de marzo de 2024) fue un futbolista y entrenador de fútbol sierraleonés que jugó en la posición de defensa central.

## Carrera

### Club
| Periodo   | Club                |
| --------- | ------------------- |
| 1989-1991 | Diamond Stars FC    |
| 1991-1993 | Real Republicans FC |
| 1994      | Horoya AC           |
| 1995      | AS Kaloum Star      |
| 1996      | ASEC Mimosas        |
| 1997-2000 | ES Sahel            |

### Selección nacional
Jugó para Sierra Leona en siete ocasiones de 1994 a 1998 y participó en la Copa Africana de Naciones 1996.

### Entrenador
Dirigió a los equipos AS Kaloum Star, Diamond Stars FC, Central Parade, Santoba, Ports Authority y las selecciones sub-17, sub-20 y sub-23 de Sierra Leona.

## Muerte
Bangura murió el 26 de marzo de 2024 en un choque con un autobús a los 59 años.

## Logros
- Campeonato Nacional de Guinea (2): 1994, 1995
- Copa de Guinea (1): 1994
- Copa CAF (1): 1999
- Supercopa de la CAF (1): 1998